# Tachina cheni
Tachina cheni là một loài ruồi trong họ Tachinidae.